# Трансери 6
«Трансери 6» (англ. Trancers 6) — американський фантастичний бойовик режисера Джей Велфела.

## Сюжет
Джек Дет переміщується в минуле і проникає в тіло своєї власної дочки Жозефіни, щоб знову врятувати світ від жахливих «Трансерів». Але битися з такими могутніми супротивниками в жіночому тілі виявляється не так легко.

## У ролях
| Актор                | Роль                         |
| -------------------- | ---------------------------- |
| Зетте Салліван       | Жозефіна Форрест / Джо Дет   |
| Дженніфер Капо       | Шона Вайлдер                 |
| Роберт Донован       | доктор Пол Малверн           |
| Тімоті Пріндл        | Марк                         |
| Джір Джон            | Сем                          |
| Дженніфер Кантрелл   | Хукер Дженнінгс              |
| Бен Бар              | містер Кастл                 |
| Джеймс Р. Гілтон     | доктор Дженнінгс             |
| Кайл О. Інглман      | офіс-майстер                 |
| Грегорі Лі Кеніон    | охоронець                    |
| Дуглас Сміт          | панк 1                       |
| Чад Теруа            | панк 2                       |
| Роберт П. Густафссон | панк 3                       |
| Кевін Комморе        | панк 4                       |
| Івона Роком          | трансер дівчина 1            |
| Саша Галлардо        | трансер дівчина 2            |
| Джастін Гарві        | трансер охоронець 1          |
| Джефф Лерой          | трансер охоронець 2          |
| Тодд Рекс            | трансер охоронець 3 / фрік 1 |
| Шон Кеннеді          | трансер охоронець 4 / фрік 2 |
| Джонатан Еммон       | трансер охоронець 5          |
| Майкл Валенсуела     | трансер охоронець 6          |
| Гебріел Галлардо     | фрік 3 / трансер             |
| Джозо Зовко          | трансер Джоі                 |
| Карлос Лонг          | сутенер                      |
| Дженніфер Ван Ші     | реєстратор                   |
| Роберт Роком         | заступник мера               |
| Сінді Олмшейд        | дружина заступника мера      |
| Міколь Бартолуччі    | трансер                      |
| Грегорі Р. Фейлер    | трансер                      |
| Брайан Джайррор      | трансер                      |
| Девін Гамільтон      | трансер                      |
| Джейсон Ханан        | трансер                      |
| Джон Лі              | трансер                      |
| Ед Шілдс             | трансер                      |
| Маріша Слюсарскі     | трансер                      |
| Ендрю Стефан         | трансер                      |
| Дейв Вілсон          | трансер                      |
| Марк Вудворд         | трансер                      |
| Джастін Ву           | трансер                      |
| Крістофер Фаррелл    | Джек Дет                     |
| Тім Томерсон         | Джек Дет                     |